# Vampir comú
El vampir comú (Desmodus rotundus) és un petit fil·lostòmid nadiu d'Amèrica. Es tracta d'una de les tres espècies de vampir, juntament amb el vampir d'ales blanques i el vampir escuat. Aquestes espècies són els únics mamífers paràsits. El vampir comú s'alimenta principalment de la sang del bestiar, apropant-se a la seva presa de nit mentre aquesta dorm. Utilitza les seves dents esmolades per tallar la pell i xucla la sang amb la seva llengua llarga. Aquesta espècie és polígama i els mascles dominants defensen els seus harems de femelles. A més, és una de les espècies de ratpenat més socials amb una sèrie de comportament cooperatius com la cria dels joves compartida per tots els membres del grup, la neteja social i la compartició d'aliment. Atès que s'alimenta de la sang del bestiar i és portador de la ràbia, es considera al vampir comú com una plaga. El seu estat de conservació està catalogat dins la categoria risc mínim per la Unió Internacional per a la Conservació de la Natura (UICN) donada la "seva àmplia distribució, la suposada gran tolerància de la seva població a un cert grau d'alteració de l'hàbitat, i a què és poc probable que estigui disminuït a la velocitat necessària perquè sigui inclosa dins la categoria d'espècie amenaçada".

## Taxonomia
El vampir comú fou classificat inicialment el 1810 per Étienne Geoffroy Saint-Hilaire amb el nom científic Phyllostoma rotundum. Abans que el 1901, Oldfield Thomas li donés el seu nom actual (Desmodus rotundus), l'espècie va rebre diversos noms científics. Actualment està classificat, juntament amb el vampir d'ales blanques i el vampir escuat, dins la subfamília Desmodontinae. Aquestes tres espècies representen els «autèntics» vampirs, en contraposició als «falsos» vampirs de la família dels megadermàtids i el fals vampir americà. L'alimentació de totes tres espècies està especialitzada en la sang d'animals de sang calenta. No obstant això, el vampir comú s'alimenta més de la sang de mamífers que les altres dues espècies, les quals se centren principalment en la d'ocells. Les tres espècies s'assemblen entre si, encara que el vampir comú té un dit polze més llarg. Es tracta de l'únic tàxon vivent del seu gènere, tot i que se n'han descrit fòssils d'altres espècies.

## Descripció física

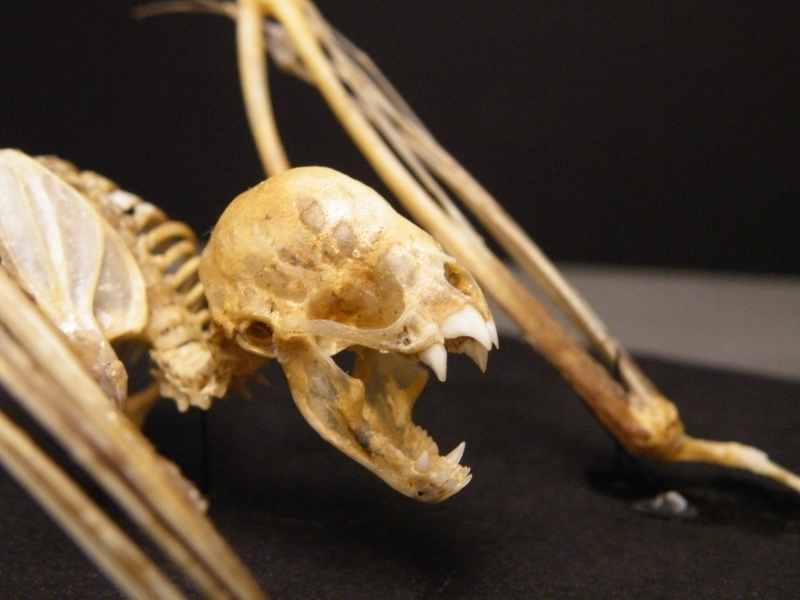
Esquelet de vampir que mostra les seves incisives i canines característics

El vampir comú té el pèl curt, amb un pelatge de color gris platejat al ventre i ben delimitat del pelatge més fosc de l'esquena. Té unes orelles petites i lleugerament arrodonides, uns ulls petits, un llavi inferior profundament ranurat, i un nas pla en forma de fulla. També té una urpa ben desenvolupada al polze de cada ala, que s'utilitza per pujar a la presa i per ajudar-se en l'enlairament. La longitud mitjana del seu cos és d'uns 9 cm, amb una envergadura de 18 cm. El seu pes ronda generalment els 57 grams, encara que es pot veure doblat després d'alimentar-se. El seu crani és relativament curt, encara que el seu musell està escurçat per acomodar les seves incisives i canines llargues. Entre els ratpenats, presenta el menor nombre de dents. Les incisives superiors no tenen esmalt, fet que els fa més esmolades. Aquesta espècie presenta dimorfisme sexual, essent les femelles més grosses que els mascles.
La majoria de ratpenats gairebé han perdut l'habilitat de maniobrar a terra. En canvi, els vampirs comuns en són una excepció. Poden córrer, impulsant-se cap endavant utilitzant els membres anteriors en lloc dels membre posteriors, ja que les ales són molt més poderoses que les potes. Aquesta capacitat probablement va evolucionar de forma independent dins del llinatge. Els tres coixinets que tenen sota l'urpa funcionen com un de sòl. A més, és capaç de saltar en diversos direccions, distàncies i seqüències temporals. Quan fa un salt, empeny cap amunt amb les seves extremitats pectorals. Les extremitats posteriors mantenen el cos per sobre de les extremitats pectorals, estabilitzant-se amb els polzes.
En comparació amb altres ratpenats, els vampirs comuns tenen una bona vista, sent capaços de distingir diferents patrons òptics i poden fer ús de la visió per orientar-se a llarga distància. També tenen un olfacte i una oïda ben desenvolupats: la còclea és molt sensible a sons de baixa freqüència i les fosses nasals són relativament grans. Emeten vocalitzacions d'ecolocalització i volen amb la boca oberta per navegar. Poden identificar bandes de metall d'un centímetre d'ample a una distància de 50 centímetres, el qual és una distància moderada en comparació amb altres ratpenats.

## Distribució i hàbitat
El vampir comú viu a parts de Mèxic i Centreamèrica i Sud-amèrica. La seva àrea de distribució més septentrional es troba a uns 280 quilòmetres de la frontera sud dels Estats Units, encara que s'han trobat fòssils d'aquesta espècie a Florida i els estats fronterers amb Mèxic. El vampir comú és l'espècie de ratpenat amb més presència al sud del Brasil. La seva àrea de distribució més meridional es troba a l'Uruguai i el nord de l'Argentina i Xile. Al Carib, només viu a Trinitat i Tobago. El seu hàbitat preferit són els climes humits i temperats, on sòl alimentar-se als boscos tropical i subtropicals i les praderies obertes. Viuen en arbres, coves, edificis abandonats, pous vells i mines. Els vampirs es refugien amb altres nou espècies de ratpenats, encara que tendeixen a ser els més dominants dins del refugi. Ocupen les zones més fosques i elevades dels refugis. Quan surten del refugi, les altres espècies ocupen els llocs que han deixat vacants.

## Comportament

### Dieta

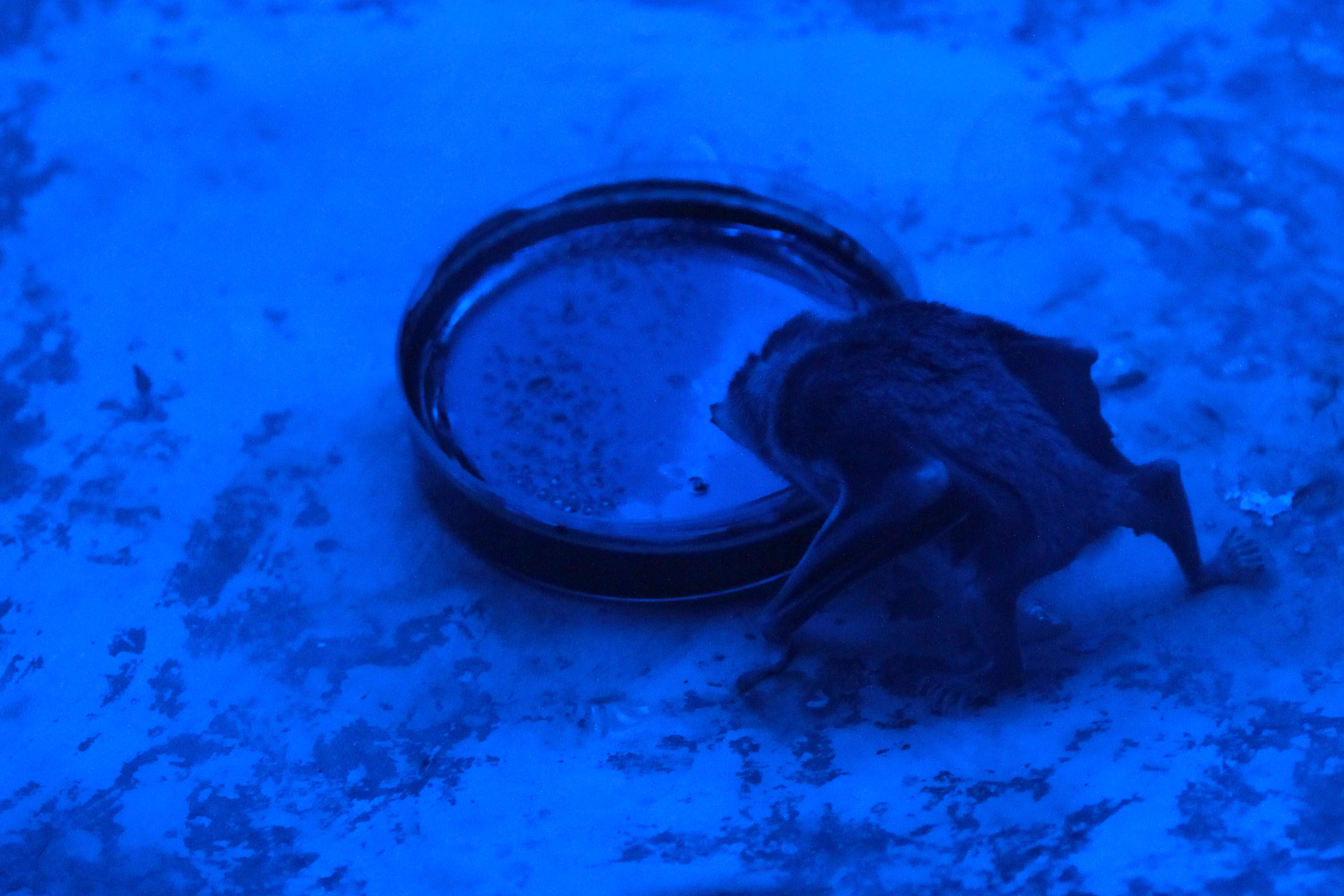
Un vampir comú alimentant-se al zoo de Buffalo

El vampir comú s'alimenta principalment de la sang de mamífers, particularment de la de ramats de bestiar com els bous i els cavalls. També s'alimenten de preses salvatges com el tapir, encara que sembla que prefereixen els animals domèstics, i especialment els cavalls quan poden triar. Les femelles, particularment les que estan en zel, solen ser els objectius principals, per sobre dels mascles. Això podria ser a causa de les hormones.
Els vampirs cacen de nit, fent servir l'ecolocalització i l'olfacte per localitzar les preses. Quan s'alimenten s'allunyen entre 5 i 8 quilòmetres del seu refugi, abandonant-lo de forma ordenada: primer surten els mascles solters, seguits de les femelles i, finalment, dels mascles dominants. Quan trien un objectiu, aterren sobre ell o salten sobre ell des del terra, dipositant-se generalment sobre la gropa, el flanc o el coll. Els sensors del nas l'ajuden a detectar els vasos sanguinis propers a la pell. Tot seguit perforen la pell de la presa amb les dents, separen una petita porció i xuclen durant 30 minuts la sang amb la llengua, la qual té unes ranures laterals adaptades a aquest propòsit. Impedeixen la coagulació de la sang per mitjà d'un anticoagulant que tenen a la saliva. La sang que ingereixen és emmagatzemada en una cambra de l'estómac. Un cop han acabat queden tan plens de sang, que gairebé no poden volar i s'han d'amagar i esperar a digerir la sang i excretar part de l'aigua abans d'enlairar-se de nou.
Generalment els vampirs solen tornar a la mateixa presa en nit consecutives, després de marcar l'animal amb orina. Són protectors de la seva presa i es defensen d'altres ratpenats mentre s'alimenten. És rar trobar dos o més ratpenats alimentant-se de la mateixa presa, amb l'excepció d'una mare i les seves cries.

### Reproducció
Un mascle i les seves femelles formen un harem. Els harems poden estar formats per múltiples mascles. En aquests grups, els mascles tenen una jerarquia de dominància, i el més dominant s'aparella preferentment amb les femelles del refugi i és el pare del 50% de les cries, a continuació s'aparellen els següents mascles dominants i així successivament seguint estrictament l'ordre jeràrquic. Els mascles protegeixen els refugis que atreuen o contenen femelles. Els individus dominants són generalment els únics que s'aparellen amb les seves femelles. Els solters tracten d'aparellar-se amb aquestes femelles, encara que generalment són rebutjats per aquestes. En harems formats per múltiples mascles, una femella pot rebutjar els intents d'aparellament d'un mascle dominant, possiblement per evitar l'endogàmia.

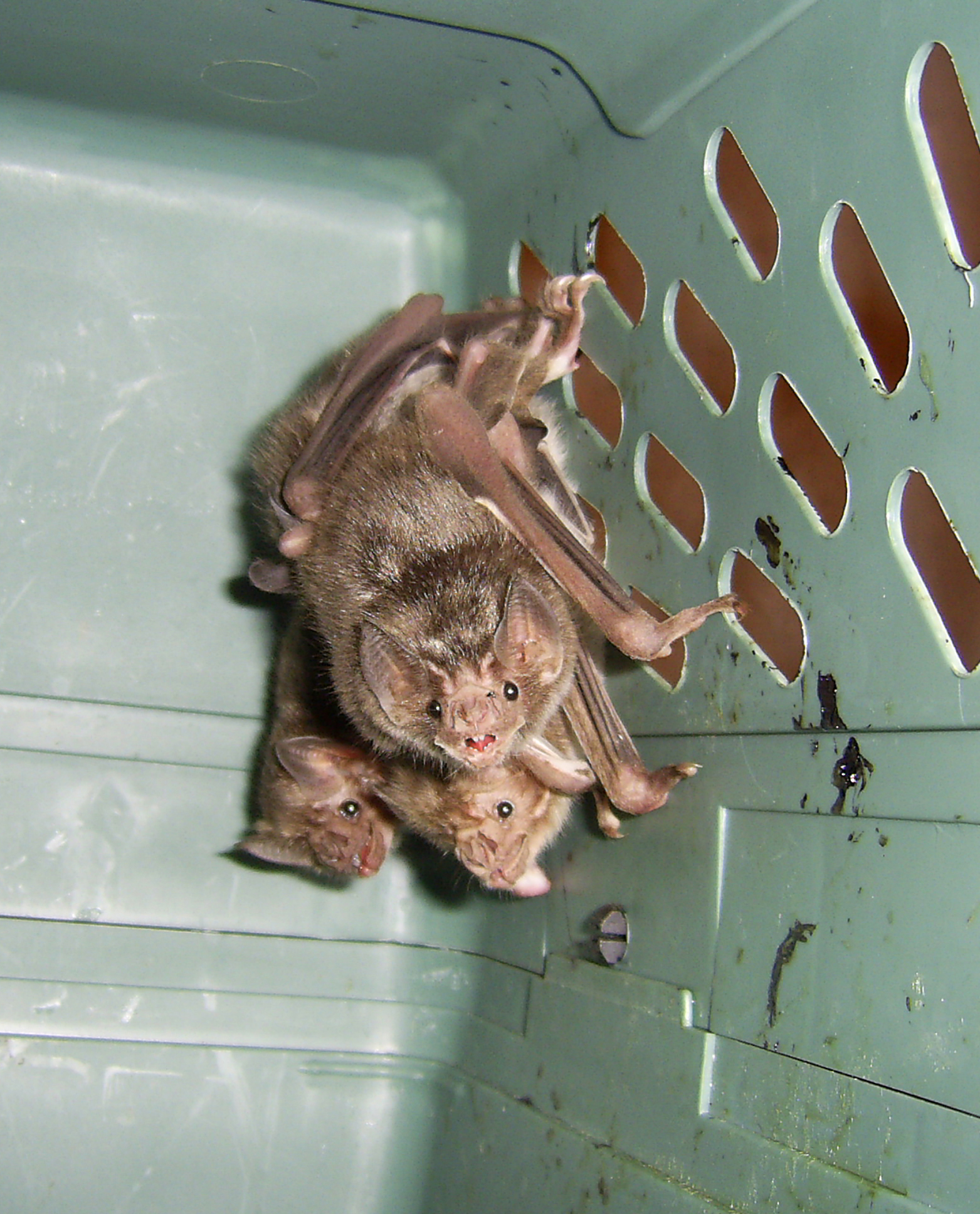
Vampirs en una caixa

Durant el zel, la femella allibera un òvul. L'aparellament sol durar 3 o 4 minuts, durant els quals el mascle munta la femella per l'esquena, la subjecta per l'esquena amb les dents, li manté les ales plegades i la insemina. Els vampirs són sexualment actius durant tot l'any, encara que el nombre de concepcions i naixements arriba al punt màxim durant l'estació de pluja. Les femelles donen a llum una cria per embaràs, després d'un període de gestació d'uns set mesos. Els joves són criats principalment per les femelles. Les mares deixen les seves cries al refugi per alimentar-se, i les criden quan retornen per alimentar-los exclusivament amb la seva llet durant els tres primers mesos. A continuació els alimenten amb una barreja de llet i sang regurgitada. Als sis mesos, els joves acompanyen les mares per caçar, encara que no són completament deslletats fins als nou mesos. Un cop les cries femelles assoleixen l'edat adulta, generalment romanen dins els grup en el qual van néixer, llevat que les mares morin o marxin. Els moviments ocasionals de femelles entre grups condueix a la formació de múltiples línies de descendència maternals dins dels grups. Les femelles són més reticents a unir-se a nous grups, ja que la ràtio de supervivència depèn dels lligams socials a llarg termini i una femella que s'uneix a un nou grup pot no ser plenament acceptada. Els mascles joves tendeixen a romandre en els seus grups natals fins al primer o segon any de vida, encara que de vegades els mascles adults els obliguen a marxar.

### Cooperació
Els vampirs comuns mostren un gran nombre de comportaments cooperatius. Les femelles de l'harem tenen uns lligams socials estrets entre elles que es veuen reforçats per les interaccions dins del refugi. Un mascle dominant té una relació amb les seves femelles moderadament estreta. En els harems amb múltiples mascles, els mascles tenen lligams mutus encara que no són tan estrets com els que tenen les femelles. Encara que la relació entre els mascles de l'harem i els solters de fora són principalment antagòniques, aquest són admesos dins dels grups quan es produeixen situacions de baixa temperatura ambiental, com a mètode social de termoregulació. Els vampirs mostren un altruisme recíproc compartint aliment: quan un individu no aconsegueix alimentar-se sol·licita aliment a un altre individu del refugi, el qual regurgita sang per alimentar al seu veí. Aquest comportament va evolucionar probablement per combatre la fam, ja que un individu no pot sobreviure més de 3 nits sense alimentar-se.
Les femelles comparteixen amb altres la cria dels joves. Les mares lactants del refugi alimenten cries de mares que han mort o d'altres que estan vives. Aquest mecanisme neix per allunyar la fam dels joves i per facilitar-me la cria. Els vampirs també participen en la neteja social: dos individus es netegen mútuament l'un a l'altre, alhora que enforteixen els seus lligams socials. Els ratpenats que es netegen mútuament també comparteixen aliment. Mentre un individu neteja a un altre, pot comprovar la mida de l'abdomen del seu company, per determinar si realment necessitar menjar. La neteja social també depèn del parentiu i la relació. Les mares netegen les seves cries més que cap altre individu, fet que pot promoure el reconeixement mutu.

## Relacions amb humans

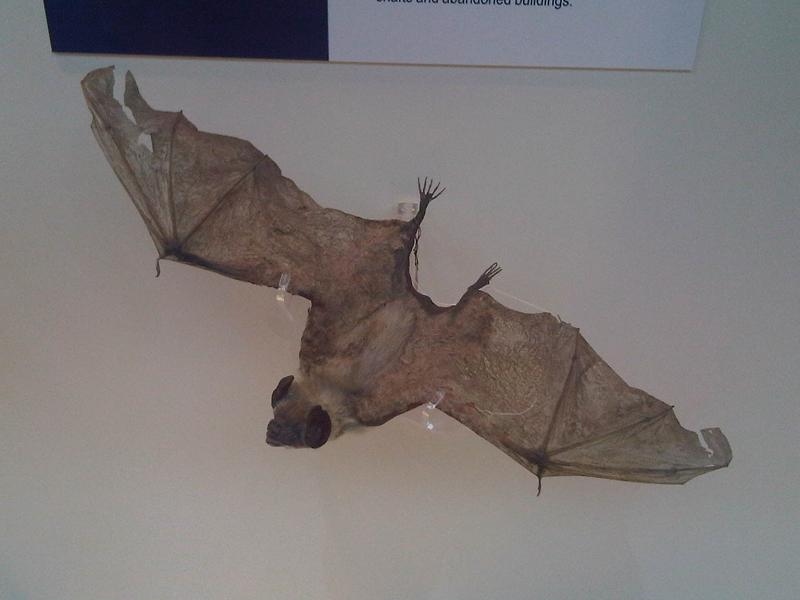
Ratpenat dissecat

Segons el Centres per al Control i Prevenció de Malalties, la majora de ratpenat no estan afectats per ràbia. Per exemple, fins i tot entre els individus capturats sotmesos als tests de la ràbia que estaven òbviament dèbils, malalts o havien estat capturats per un gat, només un 6% presentaven la malaltia. No obstant això, dels pocs casos registrats anualment de ràbia als Estats Units, la majoria són causats per la mossegada d'un ratpenat.
La major ocurrència de ràbia en vampirs té lloc en les grans poblacions de Sud-amèrica. El perill no és tan gran per a la població humana com per al bestiar. El doctor Joseph Lennox Pawan, un bacteriòleg del govern de Trinitat i Tobago, va trobar el 1932 el primer vampir infectat. Aviat va provar que diverses espècies de ratpenat, entre les quals es trobava el vampir comú, podien transmetre la ràbia durant un llarg període sense infecció artificial o símptomes externs. Els ratpenats del gènere Artibes van mostrar posteriorment les mateixes característiques. Durant l'etapa asimptomàtica, els ratpenat continuen mostrant un comportament normal. Al principi, la troballa de Pawan que els ratpenats transmetien la ràbia a les persones i animals fou ridiculitzada.
Hi ha proves que és possible que el virus de la ràbia pugui infectar a través de transmissió per l'aire, sense contacte físic directe de la víctima amb el ratpenat. Encara que no s'ha de tenir una poc irracional dels ratpenats, cal evitar manipular-los o tenir-los a prop, igual que qualsevol altre animal salvatge. Cal donar atenció mèdica a qualsevol persona que descobreixi la presència d'un vampir al seu dormitori. És possible que els nens petits no es despertin completament a causa de la presència d'un ratpenat (o la seva mossegada).
Les úniques propietats de la saliva dels vampir que han trobat un ús positiu de la medicina ha estat un medicament d'enginyeria genètica anomenat desmoteplase, que utilitza les propietats anticoagulants de la saliva de vampir comu. S'ha demostrat que augmenta el flux sanguini en pacients amb accidents cerebrovasculars.